# Matthew Luamanu
Pas d'image ? Cliquez ici

a Compétitions nationales et continentales officielles uniquement.

b Matchs officiels uniquement.
Dernière mise à jour le 26 mai 2024.
Matthew « Mat » Luamanu, né le 25 novembre 1988 à Wellington (Nouvelle-Zélande), est un joueur international samoan de rugby à XV évoluant au poste de deuxième ligne, troisième ligne centre ou troisième ligne aile.

## Biographie

### Formation et début de carrière en Nouvelle-Zélande
Né le 25 novembre 1988 à Wellington en Nouvelle-Zélande, Matthew Luamanu joue dans sa jeunesse avec la sélection scolaire néo-zélandaise (en) en 2005, aux côtés de futurs internationaux néo-zélandais comme Owen Franks et Sam Whitelock. Il évolue également avec l'équipe de Nouvelle-Zélande des moins de 20 ans en 2008, remportant à cette occasion le championnat du monde junior 2008,.
Il commencé sa carrière professionnelle en 2009 avec la province de Wellington en NPC, le championnat des provinces néo-zélandaises. Souhaitant percer en Super Rugby il ne reste qu'une saison à Wellington, où il est barré par Rodney So'oialo et Victor Vito, et prend la direction de North Harbour,. Avec sa nouvelle équipe, il dispute vingt-deux matchs en deux saisons, inscrivant dix-sept essais,.
Ses bonnes performances au niveau provincial lui permette d'obtenir un contrat avec la franchise des Blues en pour la saison 2011 de Super Rugby,. Il fait ses débuts en Super Rugby le 19 mars 2011 face aux Hurricanes. Il joue trois rencontres lors de cette première saison, toute comme remplaçant. Il n'obtient cependant pas de contrat pour la saison suivante.

### Expatriation au Japon puis en Europe
En 2012, il rejoint le club japonais de Kyuden Voltex en Top League avec qui il évolue pendant deux saisons.
Il quitte le Japon pour l'Italie en 2014, lorsqu'il signe un contrat d'une saison avec le Benetton Trévise en Pro12.
À la fin de son contrat, il rejoint le club anglais des Harlequins qui évolue en Premiership. À la fin de sa première saison, grâce à ses performances convaincantes, il prolonge son contrat pour trois saisons supplémentaires.
Sélectionnable en vertu de la nationalité de ses parents, il est appelé pour la première fois avec l'équipe des Samoa en juin 2018. Il connait sa première cape internationale le 9 juin 2018 à l’occasion d’un match contre l'équipe des Fidji à Suva.
En mai 2019, il annoncé qu'il sera pas conservé par le club londonien, après quatre saisons passées au club. Il rejoint ainsi la France la saison suivante, s'engageant avec l'Aviron bayonnais tout juste promu en Top 14 ; bien qu'il soit sous contrat jusqu'en 2021, la durée est prolongée jusqu'en 2022 après sa première saison dans le Pays basque. Au terme de la saison 2020-2021, les ciel et blanc terminent à la 13e place et doivent de fait disputer le barrage d'accession au Top 14 sur le terrain du finaliste de Pro D2. Participant à la rencontre, Luamanu et son club s'inclinent contre le Biarritz olympique ; cette défaite est synonyme de relégation en Pro D2 en remplacement de son adversaire du jour. En 2022, bien qu'il ne participe pas aux phases finales de Pro D2, il est sacré champion de France avec le club bayonnais.
Non prolongé au terme de son contrat, il rejoint l'Union sportive dacquoise voisine en Nationale, s'engageant pour une saison plus une optionnelle, souhaitant poursuivre sa carrière sous la direction de Jean-Frédéric Dubois, son entraîneur à Bayonne. Après une première saison conclue par une montée en Pro D2, son contrat est prolongé pour une année supplémentaire. Après ce retour en division professionnelle à l'âge de 34 ans, il n'est pas prolongé au terme de cette saison,.

## Palmarès

### En club
- Championnat de France de 2e division :
  - Champion : 2022 avec l'Aviron bayonnais[Note 1].
- Championnat de France de Nationale :
  - Vice-champion : 2023[27] avec l'US Dax.

### En équipe nationale
- Vainqueur du championnat du monde junior en 2008.

## Statistiques en équipe nationale
| Année | Compétition                                              | Matchs | Points | Essais |
| ----- | -------------------------------------------------------- | ------ | ------ | ------ |
| 2018  | Coupe des nations du Pacifique                           | 1      | 0      | 0      |
| 2018  | Repêchage des qualifications pour la Coupe du monde 2019 | 1      | 0      | 0      |
| 2018  | Test-match en tournée                                    | 1      | 0      | 0      |
| Total | Total                                                    | 3      | 0      | 0      |